# NGC 1132
NGC 1132 is een elliptisch sterrenstelsel in het sterrenbeeld Eridanus. Het hemelobject ligt 318 miljoen lichtjaar van de Aarde verwijderd en werd op 23 november 1827 ontdekt door de Britse astronoom John Herschel.

## Synoniemen
- PGC 10891
- UGC 2359
- MCG 0-8-40
- ZWG 389.40